# Tana (Chitina)
Pour les articles homonymes, voir Tana.

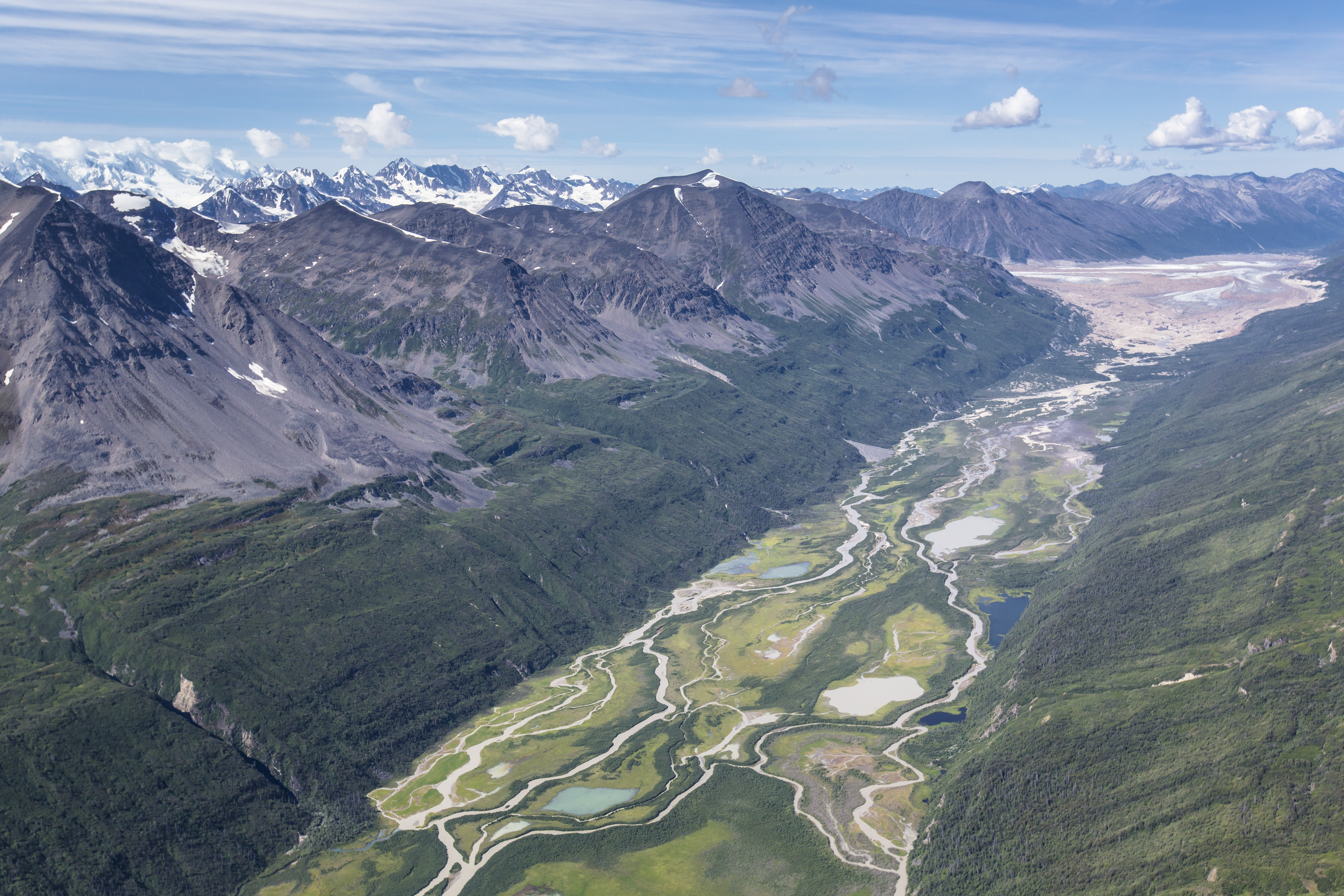
La West Fork Tana, affluent de la Tana.

La Tana est une rivière des États-Unis située en Alaska, dans la région de recensement de Valdez-Cordova. C'est un affluent de la Chitina, elle-même affluent de la rivière Copper.

## Description
Longue de 31 milles (50 km), elle prend sa source dans le glacier Tana et coule en direction du nord-ouest vers la Chitina à 15 milles (24 km) au sud de McCarthy dans les montagnes St Elias.
Son nom indien a été référencé en 1907 par D.C. Witherspoon de l'United States Geological Survey.

## Bras et affluent
- West Fork Tana

## Sources
- (en) « Tana (Chitina) », Geographic Names Information System